# Allophylus hirsutus
Allophylus hirsutus är en kinesträdsväxtart som beskrevs av Ludwig Radlkofer. Allophylus hirsutus ingår i släktet Allophylus och familjen kinesträdsväxter. Inga underarter finns listade i Catalogue of Life.